# Mimepaphra
Mimepaphra is een kevergeslacht uit de familie van de boktorren (Cerambycidae). De wetenschappelijke naam van het geslacht werd voor het eerst geldig gepubliceerd in 1976 door Breuning.

## Soorten
Mimepaphra is monotypisch en omvat slechts de volgende soort:
- Mimepaphra borneana Breuning, 1976